# کونوئه کانه‌تسونه
کونوئه کانه‌تسونه (انگلیسی: Konoe Kanetsune; ۱ ژانویهٔ ۱۲۱۰ – ۲۷ مهٔ ۱۲۵۹) سیاستمدار، اشراف درباری کوگیو پسر کونوئه ایه‌زانه در دوره کاماکورا اهل ژاپن بود.
- سشو (۱۲۳۷–۱۲۴۲)
- کانپاکو (۱۲۴۲)
- سشو (۱۲۴۷–۱۲۵۲)